# Laurence M. Janifer
Laurence Mark Janifer (geboren als Laurence Mark Harris am 17. März 1933 in Brooklyn, New York City; gestorben am 10. Juli 2002 in Oakland, Kalifornien) war ein amerikanischer Science-Fiction-Autor.

## Leben
Janifer war der Sohn des Fotografen Bernard N. Harris und von Hilda Harris, geborene Warshauer. Von 1950 bis 1953 studierte er am City College of New York, danach war er Musiker und arbeitete in verschiedenen Bereichen der Unterhaltungsbranche. Von 1952 bis 1957 war er in der Literaturagentur von Scott Meredith angestellt, außerdem Redakteur diverser Detektiv- und SF-Magazine. Nach 1964 an war er freier Schriftsteller.
1962 nahm Harris den Namen Janifer an, nachdem sich herausgestellt hatte, dass Harris ein dem polnischen Großvater von einem Einwanderungsoffizier zugewiesener Name war und der ursprüngliche Janifer oder ähnlich gewesen war, auf die Herkunft aus dem polnisch-russischen Janów hindeutend.
Schon 1953 hatte er begonnen, SF-Geschichten zu veröffentlichen.
Bekannt ist er durch seine in Kollaboration mit Randall Garrett unter dem Gemeinschaftspseudonym Mark Phillips geschriebene Serie um den Geheimagenten Kenneth Malone, der sich mit verschiedenen mit Psi-Kräften begabten Gegnern auseinandersetzen muss. Als sein ambitioniertestes Werk gilt der Roman Power (1974), in dem es um die Politik der Rebellion geht.
Er verwendete zahlreiche Pseudonyme. Unter den Namen Alfred Blake, Andrew Blake und Barbara Wilson veröffentlichte er eine Reihe von Erotika.
Janifer war viermal verheiratet, nämlich mit Sylvia Siegel (1955–1958), Sue Blugerman (1960–1962), Rae Montor (1966–1968) und Beverly Goldberg, die er 1969 heiratete und von der er sich 1984 trennte. Aus dieser letzten Ehe hatte er zwei Töchter und einen früh verstorbenen Sohn.

## Bibliographie
Psi-Power / Kenneth Malone-Serie (mit Randall Garrett, unter dem Gemeinschaftspseudonym Mark Phillips)
- Brain Twister (1959, 1962, auch als That Sweet Little Old Lady)
  - Deutsch: Die Lady mit dem sechsten Sinn. Pabel (Utopia Grossband #165), 1962. Auch als: Die Lady mit dem 6. Sinn. Ullstein 2000 #76 (3073), 1974, ISBN 3-548-03073-4.
- The Impossibles (1960, 1963, auch als Out Like a Light)
  - Deutsch: Kampf gegen die Unsichtbaren. Ullstein 2000 #88 (3119), 1975, ISBN 3-548-03119-6.
- Supermind (1963, auch als Occasion for Disaster, 1960)

Angelo di Stefano-Serie (mit S. J. Treibich)
- 1 Target: Terra (1968)
- 2 The High Hex (1969)
- 3 The Wagered World (1969, Kurzgeschichte)

Gerald Knave / Survivor-Serie
- 1 Survivor (1977)
- 2 Knave in Hand (1979)
- 3 Knave & the Game (1987, Sammlung)
- 4 The Counterfeit Heinlein (2001)
- 5 Alienist (2001)
- 6 Two (2003)
- Toadstool Sinfonia (1980, Kurzgeschichte)
- Testing (1980, Kurzgeschichte)
- The Lost Secret (1983, Kurzgeschichte)
- Expiration Policy (1983, Kurzgeschichte)
- The Samaritan Rule (1984, Kurzgeschichte)
- Love in Bloom (1984, Kurzgeschichte)
- The Swagger Stick (1987, Kurzgeschichte)
- The Very Best Defense (1987, Kurzgeschichte)
- The Wheelbarrow Thief (1987, Kurzgeschichte)
- Rustle of Spring (1999, Kurzgeschichte)
- The Poisoned Feather (1999, Kurzgeschichte)
- All Mine (2000, Kurzgeschichte)
- Vibes (2001, Kurzgeschichte)

Romane
- Pagan Passions (1959, mit Randall Garrett, als Larry M. Harris)
- The Bed and I! (1962, als Alfred Blake)
- I Deal in Desire (1962, als Andrew Blake)
- Slave Planet (1963, als Laurence Janifer)
- Faithful for Eight Hours (1963, als Alfred Blake)
- Sex Swinger (1963, als Andrew Blake)
- Love Hostess (1963, als Andrew Blake)
- The Wonder War (1964)
- The Pleasures We Know (1964, als Barbara Wilson)
- The Velvet Embrace (1965, als Barbara Wilson)
- You Sane Men (1965, auch als Bloodworld, 1968)
- A Piece of Martin Cann (1968)
- Power (1974)
- Reel (1983)

Sammlungen
- Impossible? (1968)

Kurzgeschichten
- Expatriate (1953, als Larry M. Harris)
- Who You Callin' a Monster (1954, als Tom Beach)
- It’s Magic (1954, als Larry M. Harris)
- Gun with a Heart (1957, als William Logan)
- Mex (1957, auch als Larry M. Harris bzw. William Logan)
- Excerpts from the Galactick Almanack: Music (1959)
- Replace the Horse (1959, als Larry M. Harris)
- The World’s Oldest Motive (1959)
- Blood Is Thicker Than... (1959, als Robert J. Cassiday)
- I Dream I Dream (1959, als Robert J. Cassiday)
- The Most Perfect Monster (1959, als Bernard L. Elliott)
- Hex (1959, auch als The Power of the Job, als Larry M. Harris)
- Extracts from the Galactik Almanack: Music Around the Universe (1959, auch als The Bug-Eyed Musicians)
- Obey That Impulse! (1959, auch als Larry M. Harris)
- Haven for the Damned (1960, als Robert Cassiday)
- Wizard (1960, als Larry M. Harris)
- Charley de Milo (1960, als Larry M. Harris)
- Lost in Translation (1961, als Larry M. Harris)
- The Man Who Played to Lose (1961, als Larry M. Harris)
- Sword of Flowers (1962, als Larry M. Harris)
- Sight Gag (1962, als Larry M. Harris)
- The Question (1963, mit Donald E. Westlake)
  - Deutsch: Schönes Wetter heute. In: Charlotte Winheller (Hrsg.): Signale vom Pluto. Heyne Allgemeine Reihe #248,1963.
- Love Story (1963)
- In the Bag (1964)
  - Deutsch: Peinliche Verwechslung. In: Charlotte Winheller (Hrsg.): Irrtum der Maschinen. Heyne Allgemeine Reihe #299, 1964.
- Elementary (1964, mit Michael Kurland)
- Fire Sale (1964)
- First Context (1965, mit S. J. Treibich)
- Some Preliminary Notes on FASEG (1965, mit Frederick W. Kantor)
- Three Excerpts (1968)
- Count Down (1972)
- Amfortas (1973)
- An Agent in Place (1973)
- Family Album (1973, mit Michael Goldberg)
  - Deutsch: Bilder fürs Familienalbum. In: Wulf Bergner (Hrsg.): Traumpatrouille. Heyne SF&F #3385, 1974, ISBN 3-453-30262-1.
- Thine Alabaster Cities Gleam (1973)
- A Few Minutes (1973)
- Martyr (1973)
- Story Time (1974)
- The Bible After Apocalypse (1974)
- Saving Grace (1974, mit Terry Carr)
- Civis Obit (1975)
- The Gift (1975)
- All Possible Worlds (1976)
- The Believer (1979)
- Please Note (1983)
- Final Draft (1984)
- Fractured Skill (1985)
- A Tale of the Fields (1986)
- Long, Long Thoughts (1986)
- Telephone (1987)
- Worldwreckers (1987)
- Tough Customer (1988)
- The Musketeer Menace (1989)
- Learning Experience (1991)
- Interoffice Memo (1992)
- The Neander Ifrit (1995)
- The Negative Butterflies (1996)
- Poems Are Made by Fools Like Me (1997)
- The Dead Beat (1997)
- GCEA (1999)
- The Oedipal Concord (2000)
- A Star in the East (2001)